# باتشكو بيتروفو سيلو
باتشكو بيتروفو سيلو (Бачко Петрово Село) هي مدينة في جوزنو باكا في مقاطعة فويفودينا في صربيا. ويبلغ عدد سكانها حوالي 6990 نسمة.